# アレクシス・ルブラン
アレクシス・ルブラン (Alexis Lebrun、2003年8月27日 - ) は、フランスの卓球選手。モンペリエ出身。弟のフェリックス・ルブランもフランス代表の卓球選手。

## 経歴
アレクシスは2003年8月27日にフランスのモンペリエに産まれた。父親と叔父が卓球選手で彼らの影響を受けて3歳から、卓球を始めた。10歳まではバスケやテニスもしていたがやがて卓球一筋に集中するようになった。モンペリエの卓球クラブで弟のフェリックスらと共に練習している。

## 戦績
2022年のフランス卓球選手権のシングルスで初優勝。
2023年のフランス卓球選手権のシングルスで2年連続優勝。
2024年の第55回世界卓球選手権団体戦で、弟のフェリックス・ルブランらと共に銀メダル獲得に貢献した。
パリオリンピックの男子シングルスでは3回戦でウーゴ・カルデラノと対戦。1-4で敗北。男子団体ではシモン・ゴーズィや弟のフェリックスと共に銅メダルを獲得。
福岡で開催されたWTTファイナルズの男子ダブルスで弟のフェリックスと組み、日本の篠塚大登/戸上隼輔ペアに3-2で勝利。優勝しました。そして、ダブルスでの世界ランクが1位になりました。ヨーロッパ人のペアがこれを達成するのは世界で初めてです。
2025年のフランス卓球選手権の男子ダブルスで優勝。しかし、男子シングルスの決勝では弟のフェリックス・ルブランに敗れ優勝を逃した。この時、右手の第5中手骨を骨折した。
第58回世界卓球選手権個人戦の男子ダブルスで弟のフェリックス・ルブランと組んで銅メダルを獲得した。男子シングルスでは、1回戦は難なく突破したが2回戦は前述の怪我が原因で棄権となった。